# Труппа Малого театра

## Труппа
В труппу Государственного Академического Малого Театра 262 театрального сезона входят:
| Артист труппы                      | Год зачисления | Регалии | Спектакли |
| ---------------------------------- | -------------- | --- | --- |
| Абрамов Пётр Валерьевич            | 2000           | | Золушка, Молодость Людовика XIV, На всякого мудреца довольно простоты, Последняя жертва, Смута. 1609-1611 гг., Таинственный ящик, Тайны Мадридского двора, Школа налогоплательщиков ("Как обмануть государство")                                                           |
| Абрамова Ольга Николаевна          | 2007           | | Бедность не порок, Васса Железнова - первый вариант, Вишнёвый сад, Власть тьмы, Недоросль, Поздняя любовь, Ревизор, Слуга двух господ, Смута. 1609-1611 гг., Трамвай "Желание"                                                                                             |
| Аманова Светлана Геннадьевна       | 1982           | | Вишнёвый сад, Волки и овцы, Восемь любящих женщин, Горе от ума, Молодость Людовика XIV |
| Андреева Варвара Викторовна        | 1999           | | Вишнёвый сад, Смута. 1609-1611 гг., Три сестры |
| Андреева Зинаида Еливкерьевна      | 1969           | | Визит старой дамы, Волки и овцы, Горе от ума, Не всё коту масленица, Правда - хорошо, а счастье лучше, Свадьба, свадьба, свадьба |
| Андрианов Виктор Алексеевич        | 2003           | | Золушка, Перечитывая Чехова, Последняя жертва, Ревизор, Свадьба, свадьба, свадьба, Тайны Мадридского двора, Царь Борис |
| Анохин Алексей Николаевич          | 1991           | | Волки и овцы, Горе от ума, Золушка, Король Лир, На всякого мудреца довольно простоты, Недоросль, Ревизор, Смута. 1609-1611 гг., Тайны Мадридского двора, Царь Борис |
| Арановский Евгений Валерьевич      | 2004           | | Дети Ванюшина, Золушка, Ревизор, Свадьба, свадьба, свадьба, Смута. 1609-1611 гг. Царь Борис, Школа налогоплательщиков ("Как обмануть государство") |
| Бабятинский Валерий Константинович | 1963           | | Бешеные деньги, Вишнёвый сад, Смута. 1609-1611 гг., Три сестры |
| Базарова Екатерина Михайловна      | 1999           | | Власть тьмы, Последняя жертва, Ревизор, Свои люди-сочтёмся, Тайны Мадридского двора |
| Белый Александр Юрьевич            | 1988           | | Ревизор, Смута. 1609-1611 гг., Три сестры, Царь Борис, Школа налогоплательщиков ("Как обмануть государство") |
| Бикс Екатерина Владимировна        | 2009           | | Недоросль, Смута. 1609-1611 гг., Царь Борис |
| Блохина Клавдия Ефимовна           | 1955           | | Недоросль, Ревизор, Свои люди - сочтёмся |
| Боронина Наталья Леонидовна        | 1981           | | Власть тьмы, Горе от ума, Дети Ванюшина, Золушка, На всякого мудреца довольно простоты, Не всё коту масленица, Недоросль, Смута 1609-1611 гг. |
| Бочкарёв Василий Иванович          | 1979           | Государственная премия Российской Федерации (2003)                                                                                   | Визит старой дамы, Метель, Последняя жертва, Правда-хорошо, а счастье лучше, Сердце не камень |
| Бунаков Виктор Васильевич          | 1976           | | Визит старой дамы, Дети Ванюшина, Молодость Людовика XIV, Ревизор, Три сестры, Царь Борис |
| Быстрицкая Элина Авраамовна        | 1959           | Премия Правительства Российской Федерации в области культуры (2006)                                                                  | |
| Васильева, Екатерина Александровна | 2011           | | Бедность не порок, Горе от ума, Молодость Людовика XIV, Недоросль |
| Верещенко Наталья Николаевна       | 1994           | | Бешеные деньги, Горе от ума, Золушка, Тайны Мадридского двора |
| Вершинин Александр Владимирович    | 1992           | | Васса Железнова -первый вариант, Волки и овцы, Горе от ума, Женитьба, , Король Лир, Маскарад, На всякого мудреца довольно простоты, Перечитывая Чехова, Пиковая дама, Смута. 1609-1611 гг., Тайны Мадридского двора, Школа налогоплательщиков ("Как обмануть государство") |
| Вершинина Наталья Александровна    | 2018           | | Смута. 1609-1611 гг. |
| Вещев Сергей Алексеевич            | 1982           | | Горе от ума, Король Лир, Недоросль, Перечитывая Чехова, Поздняя любовь, Правда-хорошо, а счастье лучше, Ревизор, Свадьба, свадьба, свадьба, Смута. 1609-1611 гг., Тайны Мадридского двора, Царь Борис                                                                      |
| Видинеев Сергей Иванович           | 2017           | | Вишнёвый сад, Недоросль, Пиковая Дама, Последняя жертва, Смута. 1609-1611 гг., Трамвай "Желание" |
| Волков Александр Геннадьевич       | 2012           | | Смута. 1609-1611 гг., Тайны Мадридского двора, Школа налогоплательщиков ("Как обмануть государство") |
| Глушенко Евгения Константиновна    | 2000           | Государственная премия Российской Федерации (2003)                                                                                   | Волки и овцы, Правда - хорошо, а счастье лучше |
| Григорьев Игорь Сергеевич          | 2002           | | Вишнёвый сад, Горе от ума, Король Лир, На всякого мудреца довольно простоты, Недоросль, Перечитывая Чехова, Последняя жертва, Ревизор, Свадьба, свадьба, свадьба, Смута. 1609-1611 гг., Царь Борис, Школа налогоплательщиков ("Как обмануть государство")                  |
| Дахненко Василий Владимирович      | 1991           | | Визит старой дамы, Горе от ума, Король Лир, День на день не приходится, Дети Ванюшина, Маленькие Трагедии, Молодость Людовика XIV, Недоросль, Последняя жертва, Ревизор, Смута. 1609-1611 гг., Таинственный ящик, Таланты и поклонники, Царь Борис                         |
| Доброван Олег Владиславович        | 1997           | | Дети Ванюшина, На всякого мудреца довольно простоты, Последняя жертва, Смута. 1609-1611 гг., Тайны Мадридского двора, Царь Борис |
| Долинская Полина Владимировна      | 2009           | | Бешеные деньги, Васса Железнова - первый вариант, Восемь любящих женщин, Горе от ума, Дети Ванюшина, Маскарад, Школа налогоплательщиков ("Как обмануть государство") |
| Дривень Александр Евгеньевич       | 2008           | | Бедность не порок, Горе от ума, Маскарад, Недоросль, Пиковая дама, Свадьба, свадьба, свадьба, Смута. 1609-1611 гг., Царь Борис |
| Дубровская Анастасия Владимировна  | 2011           | | Восемь любящих женщин, Дети Ванюшина, Недоросль, На всякого мудреца довольно простоты, Последняя жертва, Свои люди - сочтёмся, Трамвай "Желание" |
| Дубровский Алексей Владимирович    | 2013           | | Король Лир, Смута.1609-1611 гг., Таланты и поклонники, Школа налогоплательщиков ("Как обмануть государство") |
| Дубровский Владимир Алексеевич     | 1969           | | Бешеные деньги, Волки и овцы, Горе от ума, День на день не приходится, Женитьба, Поздняя любовь, Сердце не камень, Смута. 1609-1611 гг., Царь Борис, Школа налогоплательщиков ("Как обмануть государство")                                                                 |
| Дунаевская Мария Сергеевна         | 2017           | | Бешеные деньги, Визит старой дамы, Не всё коту масленица, Смута. 1609-1611 гг., Тайны мадридского двора |
| Евдокимова Алефтина Николаевна     | 1963           | | Бешеные деньги, Дети Ванюшина, Золушка, На всякого мудреца довольно простоты, Недоросль, Царь Борис |
| Езепов Вячеслав Иванович           | 1967           | | Вишнёвый сад, Волки и овцы, Как обмануть государство («Школа налогоплательщиков»), Маленькие трагедии, На всякого мудреца довольно простоты, Тайны Мадридского двора, Царь Борис                                                                                           |
| Еремеев Сергей Сергеевич           | 1968           | | Вишнёвый сад, Власть тьмы, Молодость Людовика XIV, На всякого мудреца довольно простоты, Недоросль, Слуга двух господ, Царь Борис |
| Ермаков Александр Юрьевич          | 1995           | Премия Правительства Российской Федерации в области культуры (2007)                                                                  | Женитьба, Молодость Людовика XIV, На всякого мудреца довольно простоты, Ревизор, Смута. 1609-1611 гг., Таинственный ящик, Три сестры |
| Ефремов Сергей Сергеевич           | 2016           | | Бедность не порок, Золушка, Маленькие трагедии, Смута. 1609-1611 гг., Трамвай "Желание", Царь Борис |
| Ещенко Любовь Валентиновна         | 2003           | | Бедность не порок, Вишнёвый сад, Власть тьмы, День на день не приходится, Пиковая дама, Ревизор, Трамвай "Желание" |
| Жарова Анна Михайловна             | 1973           | | Власть тьмы, Горе от ума, Дети Ванюшина, Золушка, На всякого мудреца довольно простоты, Недоросль, Последняя жертва, Ревизор, Смута. 1609-1611 гг., Три сестры |
| Жевакина Ольга Геннадиевна         | 2003           | | Бедность не порок, Васса Железнова - первый вариант, Восемь любящих женщин, Горе от ума, День на день не приходится, Дети Ванюшина, Пиковая дама, Правда-хорошо, а счастье лучше, Ревизор, Свадьба, свадьба, свадьба                                                       |
| Жерякова Ирина Александровна       | 2004           | | Бедность не порок, Вишнёвый сад, Власть тьмы, Не всё коту масленица, Свадьба, свадьба, свадьба, Свои люди - сочтёмся, Смута. 1609-1611 гг., Трамвай "Желание", Три сестры                                                                                                  |
| Жихарев Пётр Сергеевич             | 2006           | | Вишнёвый сад, Волки и овцы, Горе от ума, Пиковая дама, Свадьба, свадьба, свадьба, Слуга двух господ, Смута. 1609-1611 гг., Таинственный ящик, Тайны Мадридского двора, Царь Борис                                                                                          |
| Зеничев Дмитрий Николаевич         | 1996           | | Горе от ума, День на день не приходится, Недоросль, Слуга двух господ |
| Зотов Василий Глебович             | 1997           | | Король Лир, Маскарад, На всякого мудреца довольно простоты, Пиковая дама, Сердце не камень, Тайны Мадридского двора, Таланты и поклонники, Тартюф, Царь Борис |
| Иванова Александра Евгеньевна      | 2007           | | Бедность не порок, Власть тьмы, Не всё коту масленица |
| Иванова Инна Владиевна             | 1999           | | Власть тьмы, Восемь любящих женщин, Горе от ума, Король Лир, Ревизор, Таинственный ящик, Тартюф, Три сестры |
| Ильин Юрий Борисович               | 2001           | Государственная премия Российской Федерации (2000)                                                                                   | Власть тьмы, Волки и овцы, Горе от ума, Перечитывая Чехова, Последняя жертва, Ревизор, Смута. 1609-1611 гг., Царь Борис |
| Кагаков Сергей Александрович       | 2001           | | Правда - хорошо, а счастье лучше, Ревизор, Царь Борис |
| Калинина Наталья Андреевна         | 2011           | | Вишнёвый сад, Сердце не камень |
| Каюров Юрий Иванович               | 1967           | Государственная премия СССР (1978) Государственная премия СССР (1983) Государственная премия РСФСР имени К. С. Станиславского (1984) | Вишнёвый сад, Горе от ума |
| Кириллина Алина Андреевна          | 2011           | | Дети Ванюшина, Золушка, На всякого мудреца довольно простоты |
| Кичанова Лариса Георгиевна         | 1972           | | Власть тьмы, На всякого мудреца довольно простоты, Правда-хорошо, а счастье лучше, Свадьба, свадьба, свадьба, Свои люди - сочтёмся |
| Клюев Борис Владимирович           | 1969           | | Визит старой дамы, Маскарад, На всякого мудреца довольно простоты, Пиковая дама, Последняя жертва, Школа налогоплательщиков ("Как обмануть государство") |
| Клюквин Александр Владимирович     | 1978           | Премия Правительства Российской Федерации в области культуры (2007)                                                                  | Визит старой дамы, На всякого мудреца довольно простоты, Ревизор, Таинственный ящик |
| Князева Валерия Александровна      | 2011           | | Маскарад, Молодость Людовика XIV, Пиковая дама, Смута. 1609-1611 гг. |
| Кознов Дмитрий Дмитриевич          | 1983           | | Бедность не порок, Бешеные деньги, Горе от ума, День на день не приходится, Золушка, Не всё коту масленица, Недоросль, Смута. 1609-1611 гг. |
| Колесникова Алёна Николаевна       | 2011           | | Васса Железнова - первый вариант, Вишнёвый сад, Власть тьмы, Горе от ума, Ревизор, Смута. 1609-1611 гг., Школа налогоплательщиков ("Как обмануть государство") |
| Коновалов Алексей Андреевич        | 2011           | | Бешеные деньги, Недоросль, Смута. 1609-1611 гг., Таинственный ящик, Школа налогоплательщиков ("Как обмануть государство") |
| Коняев Виталий Анатольевич         | 1958           | | Недоросль, Ревизор |
| Корниенко Нелли Ивановна           | 1959           | | |
| Короткова Татьяна Ивановна         | 1982           | | Горе от ума, Перечитывая Чехова, Свои люди - сочтёмся |
| Коршунов Александр Викторович      | 1984           | | Бедность не порок, День на день не приходится |
| Коршунов Степан Александрович      | 1999           | | Вишнёвый сад, Три сестры |
| Кривошеев Дмитрий Максимович       | 2017           | | Бешеные деньги, Визит старой дамы, Смута. 1609-1611 гг., Таланты и поклонники, Царь Борис, Школа налогоплательщиков ("Как обмануть государство") |
| Кудинович Алексей Сергеевич        | 1973           | | Власть тьмы, Женитьба, Недоросль, Ревизор, Свои люди - сочтёмся, Таинственный ящик, Три сестры, Царь Борис |
| Кулешова Елена Анатольевна         | 1976           | | Недоросль |
| Курочка Денис Николаевич           | 2005           | | Бедность не порок, Вишнёвый сад, Волки и овцы, Горе от ума, Недоросль, Правда - хорошо, а счастье лучше, Свадьба, свадьба, свадьба |
| Лебедева Татьяна Николаевна        | 1980           | | Бедность не порок, Восемь любящих женщин, Золушка, Тайны Мадридского двора, Тартюф, Царь Борис |
| Леонова Ирина Юрьевна              | 2000           | Государственная премия Российской Федерации (2003)                                                                                   | Король Лир, Тартюф, Царь Борис |
| Манке Андрей Трифонович            | 1970           | | Вишнёвый сад, Волки и овцы, Король Лир, На всякого мудреца довольно простоты, Недоросль, Ревизор, Смута. 1609-1611 гг., Три сестры, Царь Борис |
| Марин Дмитрий Александрович        | 2005           | | Вишнёвый сад, Волки и овцы, Горе от ума, День на день не приходится, Дети Ванюшина, Король Лир, Молодость Людовика XIV, Правда - хорошо, а счастье лучше, Ревизор, Три сестры                                                                                              |
| Марк Мари                          | 2016           | | Маленькие трагедии, Метель |
| Мартьянов Олег Сергеевич           | 1973           | | Горе от ума, Царь Борис |
| Мартьянов Михаил Александрович     | 2008           | | Вишнёвый сад, Власть тьмы, День на день не приходится, Дети Ванюшина, Смута. 1609-1611 гг., Царь Борис |
| Марцевич Филипп Эдуардович         | 2005           | | Бешеные деньги, Король Лир, Недоросль, Ревизор, Свои люди — сочтёмся, Тайны Мадридского двора |
| Микшун Галина Григорьевна          | 1960           | | На всякого мудреца довольно простоты, Смута. 1609-1611 гг., Царь Борис |
| Милюзина Лидия Андреевна           | 2007           | | Бедность не порок, Власть тьмы, День на день не приходится, Поздняя любовь, Сердце не камень, Смута. 1609-1611 гг. Трамвай "Желание" |
| Мингазетдинова Дарья Тагировна     | 2011           | | Власть тьмы, Дети Ванюшина, Молодость Людовика XIV, Не всё коту масленица, Таланты и поклонники |
| Моисеева Клавдия Викторовна        | 1977           | | Золушка, На всякого мудреца довольно простоты, Ревизор, Царь Борис |
| Молочная Ольга Владимировна        | 2003           | | |
| Муравьёва Аполлинария Сергеевна    | 2011           | | Бедность не порок, Визит старой дамы, Вишнёвый сад, Власть тьмы, Горе от ума, Дети Ванюшина, Недоросль, Слуга двух господ, Смута. 1609-1611 гг., Таинственный ящик, Царь Борис                                                                                             |
| Муравьёва Ирина Вадимовна          | 1993           | Государственная премия СССР (1981) Премия Правительства Российской Федерации в области культуры (2006)                               | Власть тьмы, Женитьба, На всякого мудреца довольно простоты |
| Наумов Александр Михайлович        | 2015           | | Горе от ума, Маленькие трагедии, Молодость Людовика XIV, Ревизор, Слуга двух господ, Таланты и поклонники, Тартюф, Царь Борис |
| Невзоров Борис Георгиевич          | 2005           | Премия Правительства Российской Федерации в области культуры (2007)                                                                  | Волки и овцы, Дети Ванюшина, Король Лир, Маскарад, Ревизор, Свадьба, свадьба, свадьба |
| Низовой Виктор Алексеевич          | 1995           | | Бешеные деньги, Власть тьмы, Волки и овцы, Горе от ума, Король Лир, Не всё коту масленица, Недоросль, Ревизор, Правда - хорошо, а счастье лучше, Свадьба, свадьба, свадьба, Тайны Мадридского двора, Тартюф, Три сестры                                                    |
| Новосельцева Дарья Сергеевна       | 2014           | | Бешеные деньги, Король Лир, Маленькие трагедии, Маскарад, Поздняя любовь, Таланты и поклонники, Тартюф |
| Носик Владимир Бенедиктович        | 1995           | | Визит старой дамы, Власть тьмы, Маскарад, Недоросль, Ревизор, Смута. 1609-1611 гг., Свои люди - сочтёмся,Три сестры, Царь Борис |
| Охлупина Алёна Игоревна            | 1985           | | Горе от ума, Три сестры |
| Пашкова Ольга Леонидовна           | 1987           | Премия Правительства Российской Федерации в области культуры (2006)                                                                  | Восемь любящих женщин, Горе от ума, Дети Ванюшина, Свадьба, свадьба, свадьба, Таинственный ящик, Три сестры |
| Пашкова Людмила Анатольевна        | 1967           | | |
| Петренко Игорь Петрович            | 2017           | | Метель |
| Плешкова Ольга Игоревна            | 2011           | | Визит старой дамы, Горе от ума, Дети Ванюшина, Король Лир, Маскарад, Таинственный ящик, Три сестры |
| Подгорная Дарья Никитична          | 2000           | | Горе от ума, На всякого мудреца довольно простоты, Три сестры |
| Подгородинский Глеб Валерьевич     | 1993           | Государственная премия Российской Федерации (2003)                                                                                   | Горе от ума, Дети Ванюшина, Король Лир, Правда - хорошо, а счастье лучше, Свадьба, свадьба, свадьба, Сердце не камень, Тартюф, Три сестры, Школа налогоплательщиков ("Как обмануть государство")                                                                           |
| Полякова Людмила Петровна          | 1990           | Государственная премия Российской Федерации (2003)                                                                                   | Бешеные деньги, Волки и овцы, Горе от ума, Дети Ванюшина, Женитьба, Последняя жертва, Правда - хорошо, а счастье лучше, Ревизор, Свои люди-сочтёмся, Царь Борис |
| Породнов Иван Александрович        | 2011           | | Визит старой дамы, Женитьба, Последняя жертва, Ревизор, Слуга двух господ, Царь Борис, Школа налогоплательщиков ("Как обмануть государство") |
| Порубель Екатерина Олеговна        | 2005           | | Васса Железнова-первый вариант, Бедность не порок, Бешеные деньги, Горе от ума, День на день не приходится |
| Потапов Сергей Валерьевич          | 2004           | | Бедность не порок, День на день не приходится, Ревизор, Свои люди - сочтёмся, Слуга двух господ, Таинственный ящик, Тайны Мадридского двора, Трамвай "Желание" |
| Пустыльникова Аксиния Васильевна   | 2014           | | Бедность не порок, Король Лир, Маленькие трагедии, Маскарад, Не всё коту масленица, Таланты и поклонники |
| Сафронов Владимир Алексеевич       | 1972           | | Недоросль, Пиковая дама, Последняя жертва |
| Сафронова Юлия Владимировна        | 1997           | | Бешеные деньги, Молодость Людовика XVI, Перечитывая Чехова, Ревизор, Смута. 1609-1611 гг., Царь Борис |
| Саханенко Карина Вячеславовна      | 2015           | | Женитба, Не всё коту масленица, Слуга двух господ |
| Сергеев, Андрей Владимирович       | 2012           | | Бедность не порок, Визит старой дамы, Король Лир, Маскарад, Не всё коту масленица, Ревизор, Школа налогоплательщиков ("Как обмануть государство") |
| Серёгина Мария Александровна       | 2011           | | Визит старой дамы, Власть тьмы, Маскарад, На всякого мудреца довольно простоты, Недоросль, Пиковая дама, Ревизор, Школа налогоплательщиков ("Как обмануть государство") |
| Скиба Татьяна Васильевна           | 1991           | | Васса Железнова - первый вариант, Золушка, Тайны Мадридского двора |
| Складчиков Пётр Данилович          | 1975           | | Власть тьмы, Горе от ума, На всякого мудреца довольно простоты, Перечитывая Чехова, Последняя жертва, Свадьба, свадьба, свадьба, Смута. 1609-1611 гг., Царь Борис |
| Скряпкин Григорий Николаевич       | 2005           | | Бедность не порок, Женитьба, На всякого мудреца довольно простоты, Недоросль, Последняя жертва, Свадьба, свадьба, свадьба, Слуга двух господ, Смута. 1609-1611 гг. |
| Солодовник Дмитрий Николаевич      | 1999           | Премия Правительства Российской Федерации в области культуры (2007)                                                                  | Визит старой дамы, Вишнёвый сад, Горе от ума, Ревизор, Свои люди - сочтёмся |
| Соломин Юрий Мефодьевич            | 1957           | | Горе от ума |
| Сорокин Евгений Николаевич         | 2015           | | Власть тьмы, Горе от ума, Маленькие трагедии, Маскарад, Поздняя любовь, Слуга двух господ, Смута. 1609-1611 гг., Царь Борис |
| Сошников Станислав Глебович        | 2011           | | Бедность, не порок, Бешеные деньги, Васса Железнова - первый вариант, Власть тьмы, Золушка, Король Лир, Недоросль, Таланты и поклонники, Тартюф, Царь Борис, Школа налогоплательщиков ("Как обмануть государство")                                                         |
| Суворкина Людмила Анатольевна      | 1978           | | Ревизор |
| Тельпугова Ирина Викторовна        | 1981           | | Горе от ума, День на день не приходится, Золушка, Молодость Людовика XIV |
| Тезов Сергей Леонидович            | 1992           | | Бедность не порок, Бешеные деньги, Визит старой дамы, Горе от ума, Ревизор, Свои люди - сочтёмся, Трамвай "Желание", Царь Борис |
| Тирон Владислав Владимирович       | 2017           | | Бешеные деньги, Смута. 1609-1611 гг., Царь Борис, Школа Налогоплательщиков ("Как обмануть государство") |
| Титаева Наталья Александровна      | 1976           | | Дети Ванюшина, Последняя жертва, Свои люди-сочтёмся |
| Титова Людмила Владимировна        | 1983           | | Визит старой дамы, Волки и овцы, Восемь любящих женщин, Последняя жертва |
| Торопов Анатолий Михайлович        | 1952           | | |
| Фаддеев Алексей Евгеньевич         | 1998           | | Вишнёвый сад, Власть тьмы, Волки и овцы, Смута. 1609-1611 гг., Три сестры |
| Фоменко Михаил Геннадьевич         | 1999           | | Бешеные деньги, Визит старой дамы, Волки и овцы, Горе от ума, Недоросль, Тайны Мадридского двора |
| Харитонова Елена Германовна        | 1994           | | Волки и овцы, Свадьба, свадьба, свадьба, Тайны Мадридского двора, Трамвай "Желание", Школа налогоплательщиков ("Как обмануть государство") |
| Хрусталёв Максим Николаевич        | 2007           | | Визит старой дамы, Власть тьмы, Последняя жертва, Ревизор, Таинственный ящик, Тайны Мадридского двора, Тартюф, Школа налогоплательщиков ("Как обмануть государство") |
| Хрусталёва Наталия Леонидовна      | 2011           | | Васса Железнова - первый вариант, Женитьба, Маскарад, Смута. 1609-1611 гг., Пиковая дама |
| Чуваева Ольга Александровна        | 1956           | | Горе от ума, На всякого мудреца довольно простоты, Последняя жертва, Царь Борис |
| Швец Наталья Пантелеймоновна       | 1973           | | На всякого мудреца довольно простоты, Недоросль, Свадьба, свадьба, свадьба, Свои люди - сочтёмся, Смута. 1609-1611 гг., Три сестры, Царь Борис |
| Щербинина Людмила Николаевна       | 1966           | | Вишнёвый сад |
| Юдаев Константин Михайлович        | 2006           | | Маскарад, Метель, Пиковая дама, Смута, 1609-1611 гг., Трамвай "Желание", Царь Борис |
| Юдина Лилия Витальевна             | 1953           | | На всякого мудреца довольно простоты, Школа налогоплательщиков ("Как обмануть государство") |

 Народные артисты СССР() и РФ
 Заслуженные артисты РФ
 Артисты без звания

## Оркестр
- Сёмкин, Владимир Петрович, заслуженный артист России, заслуженный деятель искусств Российской Федерации

## Руководство Государственного Академического Малого Театра
Главный режиссёр Малого театра заслуженный артист России, лауреат премии Правительства России Дубровский Алексей Владимирович (с 2024 года)
Художественный руководитель Малого театра (1988–2024): лауреат Государственных премий России, Народный артист СССР Юрий Мефодьевич Соломин
Генеральный директор Малого театра (2010—): Тамара Анатольевна Михайлова
Заместитель художественного руководителя: заслуженный деятель искусств России
Борис Николаевич Любимов
Заместитель художественного руководителя по музыкальной части: заслуженный деятель искусств России Григорий Яковлевич Гоберник
Заместитель художественного руководителя
по литературно-драматургической части: Галахова Ольга Игоревна
Заведующий труппой
Заслуженный деятель искусств России
Бейлис Владимир Михайлович
Режиссёр-постановщик
Драгунов Владимир Николаевич
Режиссёр-постановщик:
Заслуженный деятель искусств России
Иванов Виталий Николаевич Режиссёр

### Режиссёры
Фёдоров Василий Евгеньевич
Заведующий режиссёрским управлением:
заслуженный работник культуры России
Грузкова Анна Алексеевна
Заместитель заведующего режиссёрским управлением:
Бузкова Алла Дмитриевна
Ассистент режиссёра: заслуженный
работник культуры России
Егоров Владимир Михайлович

### Ассистенты режиссёра
- Егорова Татьяна Александровна
- Гончарова Альбина Андреевна
- Кувшинова Валентина Степановна
- Маркина Ганна Ильинична